# Alexandre Lacazette
Alexandre Armand Lacazette (sinh ngày 28 tháng 5 năm 1991) là một cầu thủ bóng đá chuyên nghiệp người Pháp hiện đang thi đấu ở vị trí tiền đạo cho câu lạc bộ tại Saudi Pro League là Neom. 
Lacazette bắt đầu sự nghiệp thi đấu của mình với câu lạc bộ quê hương Lyon vào năm 2010, ở tuổi 19. Ban đầu là một tiền đạo cánh, nhưng với khả năng dứt điểm và chạy chỗ ấn tượng anh đã được cho lên đá tiền đạo cắm. 2014-15 là mùa bóng thành công nhất trong sự nghiệp của Lacazette khi đã thi đấu ấn tượng và kết thúc với tư cách là vua phá lưới Ligue 1 là và giành giải Cầu thủ xuất sắc nhất Ligue 1. Năm 2017, Lacazette đã rời Lyon trong một vụ chuyển nhượng kỷ lục của câu lạc bộ khi đó khi anh ký hợp đồng với Arsenal với giá trị lên tới 47,5 triệu bảng (53 triệu euro). Tại đây, anh đã giành được FA Cup. Sau khi hết hợp đồng với Arsenal vào kì chuyển nhượng mùa hè năm 2022, Lacazette đã lựa chọn quay về đầu quân cho đội bóng Lyon.
Lacazette đã có trận ra mắt đầu tiên cho đội tuyển quốc gia Pháp vào năm 2013, sau khi anh đại diện cho quốc gia của mình ở tất cả các cấp độ trẻ. Lacazette là người góp công lớn trong chiến thắng của Pháp tại Giải vô địch U-19 châu Âu năm 2010, nơi anh ghi bàn ấn định chiến thắng trong trận chung kết với U19 Tây Ban Nha. Lacazette đã được gọi lên đội tuyển Pháp từ năm 2013, ghi 3 bàn sau 16 lần ra sân cho quốc gia của mình.

## Sự nghiệp câu lạc bộ

### Lyon
Khi đến câu lạc bộ, Lacazette bắt đầu tập luyện tại Trung tâm Tola Vologe , trung tâm đào tạo của câu lạc bộ. Trong quá trình huấn luyện, anh được nhiều huấn luyện viên ví như cựu tiền đạo Sonny Anderson của Lyon, trong đó có chính cầu thủ này. Khi còn là một cầu thủ trẻ, Lacazette đã chơi trong đội bóng U-18 của câu lạc bộ, đã kết thúc ở vị trí thứ ba trong Championnat National des moins de 18 ans trong mùa giải 2007–08. Mùa giải tiếp theo, anh bắt đầu ra sân cho đội dự bị Championnat de France Amateur (CFA) của câu lạc bộ, ghi 5 bàn sau 19 trận đấu của CFA. Trong mùa giải 2009–10, Lacazette đã có một chiến dịch xuất sắc ở CFA, ghi 12 bàn sau 22 lần ra sân.

#### 2009–11: Phát triển và đột phá
Trong nửa sau của mùa giải 2009–10 Ligue 1 , anh được HLV Claude Puel gọi lên đội một và xuất hiện trên băng ghế dự bị trong chiến thắng 1–0 của đội trước Montpellier vào ngày 2 tháng 5 năm 2010. Ba ngày sau đó, Lacazette có trận ra mắt đội đầu tiên trong trận đấu trên sân nhà ở Ligue 1 với Auxerre. Vào ngày 3 tháng 7 năm 2010, Lacazette ký hợp đồng chuyên nghiệp đầu tiên đồng ý với một thỏa thuận ba năm. Do vẫn còn một năm nữa trong hợp đồng (thanh niên) đầy khát vọng của anh ấy , hợp đồng sẽ bắt đầu vào ngày 1 tháng 7 năm 2011. 
Chiến dịch thành công của Lacazette tại Giải vô địch bóng đá U19 châu Âu năm 2010 chứng kiến cầu thủ này thu hút sự quan tâm từ câu lạc bộ Ý Roma .  Anh cũng nhận được nhiều lời khen ngợi từ giới truyền thông, cùng với các đồng đội quốc tế Yannis Tafer và Clément Grenier , vì những cống hiến của anh cho câu lạc bộ sau khi chơi trong trận đấu trước mùa giải 2010 Emirates Cup vài giờ sau khi chơi trong trận chung kết UEFA European Under- 19 Giải vô địch bóng đá .  Lacazette bắt đầu mùa giải 2010-11 tập luyện toàn thời gian với đội một. Anh ấy đã ghi 6 bàn trong 12 trận đấu CFA 2010–11 cho đội dự bị của câu lạc bộ. Anh ghi bàn thắng đầu tiên cho đội một vào ngày 30 tháng 10 trong trận đấu trên sân nhà ở Ligue 1 với Sochaux .  Bàn thắng của anh ấy ở phút 69 giúp Lyon dẫn trước 2-1, đây sẽ là tỷ số cuối cùng.  Ba ngày sau, Lacazette ra mắt Champions League trước câu lạc bộ Bồ Đào Nha Benfica trong trận đấu sân khách bảng B UEFA Champions League 2010–11, anh ra sân vào hiệp hai khi Lyon bị dẫn trước 4–0. Ít phút sau khi vào sân, anh đã kiến tạo để Yoann Gourcuff lập công rút ngắn tỷ số ở phút 75. Anh ấy kiến tạo bàn thắng thứ hai choBafétimbi Gomi lập công ở phút thứ 85. Tuy nhiên, Lyon không thể lội ngược dòng thành công và để thua với tỷ số 4–3.  Vào ngày 7 tháng 12, Lacazette ghi bàn thắng đầu tiên cho câu lạc bộ tại Champions League ở trận đấu cuối cùng ở bảng B của Lyon,đó là bàn gỡ hòa ở phút 88 trong trận hòa 2–2 trên sân nhà trước câu lạc bộ Israel Hapoel Tel Aviv .

#### 2011–16: Nổi lên thành ngôi sao và giành được Chiếc giày vàng

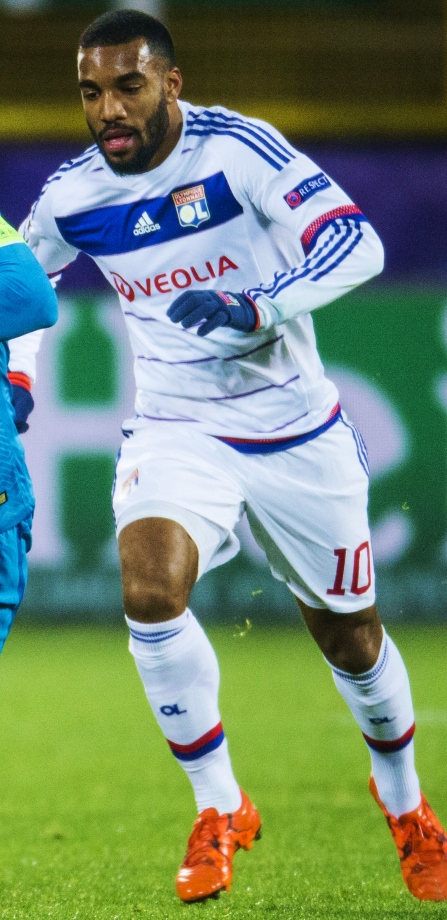
Lacazette chơi cho Lyon năm 2015.

Lacazette ghi bàn thắng duy nhất của Lyon trong trận Chung kết Coupe de la Ligue 2014 gặp Paris Saint-Germain; tuy nhiên Lyon đã thua 2-1. 
Vào tháng 9 năm 2014, Lacazette ký gia hạn hợp đồng hai năm, gắn bó anh với câu lạc bộ cho đến năm 2018. Anh ghi hat-trick đầu tiên vào ngày 5 tháng 10 năm 2014, ghi tất cả các bàn thắng trong trận đấu 3–0 Ligue 1 trên sân nhà. giành chiến thắng trước Lille. Vào ngày 26 tháng 4 năm 2015, Lacazette phá kỷ lục Lyon ghi bàn tại Ligue 1 hoặc Division 1 trong một mùa giải với bàn thắng thứ 26 trong chiến thắng 4–2 trên sân khách tại Ligue 1 trước Reims; André Guy đã ghi tổng cộng 25 bàn ở Division 1 trong mùa giải 1968–69. Anh kết thúc mùa giải 2014–15 tại Ligue 1 với tư cách là vua phá lưới Ligue 1, ghi được tổng cộng 27 bàn thắng. Lacazette đã hoàn thành một mùa giải xuất sắc khi được bầu chọn là Cầu thủ xuất sắc nhất Ligue 1 cho mùa giải 2014–15. 
Giữa những lời đồn đoán chuyển nhượng từ một số câu lạc bộ Premier League như Arsenal sau mùa giải nghỉ ngơi của anh ấy, vào ngày 8 tháng 8 năm 2015, Lacazette đã ký hợp đồng mới, gia hạn hợp đồng với Lyon đến năm 2019. Vào ngày 8 tháng 11 năm 2015, anh ấy đã ghi bàn tất cả. trong số các bàn thắng trong chiến thắng 3–0 trên sân nhà tại Ligue 1 trước đối thủ truyền kiếp Saint-Étienne. Vào ngày 9 tháng 1 năm 2016, anh ghi bàn thắng đầu tiên tại Parc Olympique Lyonnais mới khai trương , trong chiến thắng 4–1 trước Troyes trong một trận đấu tại Ligue 1. 

#### 2016–17: Mùa giải cuối cùng tại Lyon
Vào ngày 29 tháng 10 năm 2016, Lacazette ghi hai bàn thắng trong chiến thắng 2-1 trên sân khách của Lyon trước Toulouse ở Ligue 1 để ghi bàn thứ 100 và 101 trên mọi đấu trường cho Lyon, vượt qua Juninho Pernambucano (người đã ghi 100 bàn sau 350 trận thi đấu cho Lyon). trở thành cầu thủ ghi bàn nhiều thứ tư trong lịch sử Lyon. Vào ngày 22 tháng 11, anh ghi bàn thắng duy nhất bằng cách đánh đầu tung lưới Rafael từ cự ly gần ở phút 72 trong chiến thắng 1-0 trước trên sân khách trước Dinamo Zagreb để giữ vững hy vọng tiến tới vòng loại trực tiếp của UEFA Champions League 2016–17 của Lyon. 
Vào đầu tháng 2 năm 2017, Lacazette đã tiết lộ với chương trình truyền hình Canal Football Club ý định rời Olympique Lyonnais vào mùa hè năm 2017. Vào ngày 10 tháng 2, Jean-Michel Aulas, chủ tịch của câu lạc bộ, phủ nhận rằng Lacazette đã yêu cầu rời đi vào mùa hè năm đó và nói rằng các bình luận của Lacazette đã bị giới truyền thông đưa ra ngoài ngữ cảnh.

### Arsenal
Vào tháng 5 năm 2017, có thông tin cho rằng Lacazette đã đạt được thỏa thuận bằng lời nói để gia nhập Atlético Madrid vào mùa hè năm 2017, nhưng điều đó đã rơi vào ngày 1 tháng 6 năm 2017, sau khi Tòa án Trọng tài Thể thao chấp nhận lệnh cấm của Atlético về việc đăng ký cầu thủ cho hai người. Các cửa sổ chuyển nhượng (1 tháng 1 - 2 tháng 2 năm 2017 và 1 tháng 6 - 31 tháng 8 năm 2017) đã bị FIFA áp đặt vào tháng 7 năm 2016 đối với câu lạc bộ do vi phạm các quy tắc của FIFA về việc ký hợp đồng với trẻ vị thành niên. 
Vào ngày 5 tháng 7 năm 2017, Lacazette đã ký hợp đồng có thời hạn 5 năm cho câu lạc bộ Premier League Arsenal với mức phí kỷ lục câu lạc bộ.Lyon tiết lộ rằng khoản phí ban đầu là 53 triệu euro (46,5 triệu bảng) cộng với khoản tiền thưởng tiềm năng lên tới 7 triệu euro (6,1 triệu bảng).  Khoản phí lớn nhất mà Lyon nhận được từ việc bán một cầu thủ, đánh bại kỷ lục 41,5 triệu euro (37,7 triệu bảng Anh) do Corentin Tolisso chuyển đến Bayern Munich ba tuần trước đó.  Phí chuyển nhượng cũng vượt qua kỷ lục trước đó của Arsenal là 50 triệu euro (42,5 triệu bảng) mà Arsenal đã trả cho Real Madrid để có Mesut Özil vào năm 2013. Lacazette được trao áo số 9.

#### 2017–18: Ra mắt chiến dịch

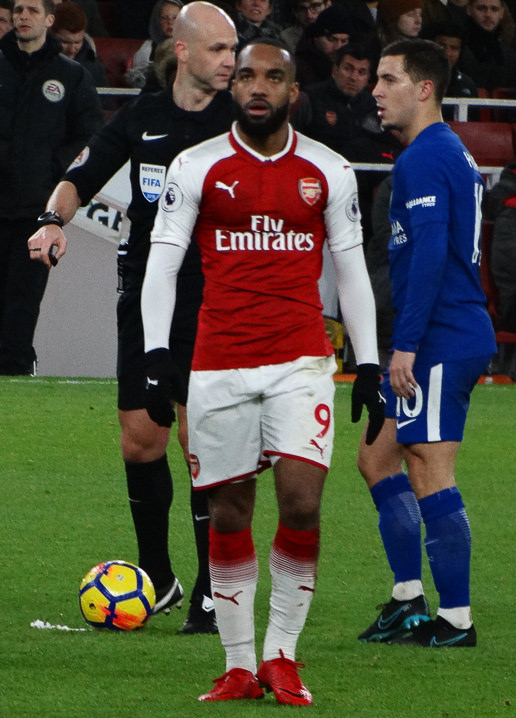
Lacazette chơi cho Arsenal năm 2018.

Vào ngày 6 tháng 8 năm 2017, Lacazette có trận đấu đầu tiên cho Arsenal trong trận đấu với Chelsea tại FA Community Shield 2017. Mặc dù đánh trúng cột dọc giữa hiệp một, Arsenal cuối cùng vẫn giành chiến thắng 4–1 trên chấm phạt đền sau khi trận đấu kết thúc với tỷ số 1–1. Chiến thắng này đã trở thành danh hiệu đầu tiên của anh ấy tại Arsenal. Vào ngày 11 tháng 8, Lacazette có trận ra mắt Premier League trước Leicester City và ghi bàn sau 94 giây giúp Arsenal dẫn trước 1–0 trong chiến thắng chung cuộc 4–3. Lacazette cũng đã ghi bàn trong cả hai trận sân nhà tiếp theo của Arsenal, ghi bàn thứ hai cho Arsenal trong chiến thắng 3–0 trước Bournemouth, trước khi lập một cú đúp cho câu lạc bộ trong chiến thắng 2–0 trước West Bromwich Albion. Với bàn thắng vào lưới West Brom, Lacazette trở thành cầu thủ Arsenal đầu tiên ghi bàn trong ba lần ra sân đầu tiên trên sân nhà cho câu lạc bộ kể từ Brian Marwood vào tháng 9 năm 1988. 
Lacazette ghi bàn thắng đầu tiên trên sân khách cho Arsenal, trong chiến thắng 5–2 của đội trước Everton tại Goodison Park, sau đường chuyền của Mesut Özil , để ghi bàn thứ ba cho Arsenal. Lacazette ghi bàn thắng thứ 6 trong mùa giải trong trận thua 1-3 của Arsenal trước Manchester City sau khi bắt kịp đường chuyền của Aaron Ramsey, mặc dù không bắt đầu trận đấu. Vào tháng 11, Lacazette ghi bàn mở tỷ số cho Arsenal trong trận thắng 5–0 trước Huddersfield Town và vào tháng 12, anh ghi bàn duy nhất cho Arsenal trong trận thua 3–1 trên sân nhà trước Manchester United . 
Sau một thời gian dài phải nghỉ thi đấu vì chấn thương, Lacazette đã trở lại đội hình Arsenal trong chiến thắng 3–0 trên sân nhà trước Stoke City vào tháng Ba, nơi anh vào thay Danny Welbeck ở phút 61 và ghi bàn thắng thứ ba của Pháo thủ trong trận đấu, sau đó. bản hợp đồng mới và người thực hiện quả phạt đền được chỉ định Pierre-Emerick Aubameyang, đã cho phép Lacazette thực hiện quả phạt đền. Lacazette sau đó ghi hai bàn trong trận ra mắt tại Europa League cho Arsenal, trong chiến thắng 4–1 trước CSKA Moscow, đánh dấu bàn thắng đầu tiên của anh ở giải đấu châu Âu cho câu lạc bộ. Lacazette sau đó đã ghi bàn thắng thứ ba trong màu áo bóng đá châu Âu cho Arsenal, bằng cách ghi bàn trong trận hòa 1-1 tại bán kết Europa League với Atlético Madrid. Bàn thắng này là bàn thắng thứ bảy của Lacazette trong bảy trận đấu cho câu lạc bộ kể từ khi trở lại sau chấn thương. Lacazette ghi bàn trong trận đấu cuối cùng trên sân nhà của Arsène Wenger, trận thắng Burnley 5–0 , bàn thắng thứ hai của đội và bàn thắng thứ mười bốn của anh ấy trong mùa giải, Lacazette cũng có một pha kiến tạo cho bàn mở tỷ số của đội. 

#### 2018–22: Cầu thủ xuất sắc nhất mùa của Arsenal, vô địch FA Cup và ra đi
Sau sự ra đi của huấn luyện viên Arsène Wenger, Lacazette nhận thấy mình bị hạ xuống băng ghế dự bị dưới thời tân huấn luyện viên Unai Emery , trong trận đấu với Manchester City, Chelsea và West Ham United. Lacazette ra sân lần đầu tiên dưới thời Emery trong chiến thắng 3–2 trên sân khách của Arsenal trước Cardiff City vào ngày 2 tháng 9, nơi anh kiến tạo và ghi bàn thắng đầu tiên trong mùa giải. Vào ngày 1 tháng 4 năm 2019, Lacazette ghi bàn thắng thứ hai cho Arsenal trong chiến thắng 2–0 trước Newcastle United, đưa Arsenal xuống vị trí thứ ba và hơn các đối thủ Tottenham Hotspur, Chelsea và Manchester United 2 điểm. Bàn thắng đánh dấu bàn thắng thứ mười ba trong mùa giải của Lacazette tại Premier League. Vào ngày 3 tháng 5 năm 2019, Lacazette được những người ủng hộ Arsenal bầu chọn là cầu thủ của câu lạc bộ của mùa giải.
Lacazette ghi bàn thắng đầu tiên trong mùa giải 2019–20 trong trận mở tỷ số trên sân nhà của Arsenal, trong chiến thắng 2-1 trước Burnley vào ngày 17 tháng 8 năm 2019. Vào ngày 1 tháng 8 năm 2020, Lacazette được chọn đá chính trong trận Chung kết FA Cup với Chelsea, và Arsenal đã giành được FA Cup lần thứ 14. 
Lacazette ghi bàn đầu tiên cho Arsenal ở giải VĐQG và bàn thắng đầu tiên ở Premier League mùa giải 2020–21 trong chiến thắng 3–0 trước Fulham vào ngày 12 tháng 9 năm 2020.  Anh ghi ba bàn trong ba trận bắt đầu vào tháng 9 và được bầu chọn là Á quân của Cầu thủ của tháng trên trang web chính thức của Arsenal. Vào ngày 14 tháng 3 năm 2021, Lacazette ghi bàn thắng quyết định trong chiến thắng 2-1 trước Tottenham Hotspur trong trận derby Bắc London, trở thành cầu thủ Arsenal đầu tiên ghi bàn trong ba giải đấu liên tiếp trên sân nhà trước đối thủ Bắc London kể từ năm 2008. Vào ngày 11 tháng 4, anh ghi bàn thắng thứ 50 tại Premier League trong chiến thắng 3–0 trước Sheffield United. Với 13 bàn thắng, anh kết thúc mùa giải với tư cách là cầu thủ ghi nhiều bàn thắng nhất cho Arsenal trong giải đấu hàng đầu.
Vào ngày 3 tháng 6 năm 2022, Arsenal thông báo rằng Lacazette sẽ rời câu lạc bộ sau khi hết hạn hợp đồng vào ngày 30 tháng 6

### Trở lại Lyon
Vào ngày 9 tháng 6 năm 2022, Lacazette trở lại Lyon, ký hợp đồng ba năm với câu lạc bộ.

## Sự nghiệp quốc tế
Năm 2013, anh lần đầu tiên được triệu tập vào Đội tuyển bóng đá quốc gia Pháp sau khi Jérémy Ménez rút lui vì chấn thương.Anh có trận ra mắt đội tuyển vào ngày 5 tháng 6, khi vào sân thay Olivier Giroud ở phút thứ 58 trong trận thua 0-1 trước Uruguay.Lacazette ghi bàn thắng quốc tế đầu tiên vào ngày 29 tháng 3 năm 2015, mở ra chiến thắng 2–0 trước Đan Mạch
Vào ngày 17 tháng 5 năm 2018, anh có tên trong danh sách dự phòng của đội tuyển Pháp tham dự World Cup 2018 tại Nga

## Phong cách thi đấu
Lacazette trước đây chơi ở vị trí tiền vệ cánh cho Lyon, trước khi trở thành tiền đạo. Ngoài khả năng ghi bàn và dứt điểm, các đặc điểm trong trò chơi của anh ấy là tốc độ, sức mạnh, thăng bằng, kỹ thuật, rê bóng, lối chơi liên kết và khả năng sử dụng cả hai chân. Anh ấy cũng là một cầu thủ làm việc chăm chỉ, luôn dồn ép đối phương và giành lại bóng bằng kỹ năng phòng ngự và khả năng tắc bóng của mình. Người đồng hương người Pháp Gérard Houllier nói vào tháng 7 năm 2017 rằng Lacazette "hơi giống" cựu tiền đạo Arsenal Ian Wright.

## Thống kê sự nghiệp

### Câu lạc bộ
Tính đến ngày 24 tháng 2 năm 2022
| Câu lạc bộ          | Mùa giải            | Giải vô địch        | Giải vô địch | Giải vô địch | Cúp quốc gia | Cúp quốc gia | Cúp liên đoàn | Cúp liên đoàn | Châu lục | Châu lục | Khác | Khác | Tổng cộng | Tổng cộng |
| Câu lạc bộ          | Mùa giải            | Hạng đấu            | Trận         | Bàn          | Trận         | Bàn          | Trận          | Bàn           | Trận     | Bàn      | Trận | Bàn  | Trận      | Bàn       |
| ------------------- | ------------------- | ------------------- | ------------ | ------------ | ------------ | ------------ | ------------- | ------------- | -------- | -------- | ---- | ---- | --------- | --------- |
| Lyon                | 2009–10             | Ligue 1             | 1            | 0            | 0            | 0            | 0             | 0             | 0        | 0        | —    | —    | 1         | 0         |
| Lyon                | 2010–11             | Ligue 1             | 9            | 1            | 0            | 0            | 0             | 0             | 2        | 1        | —    | —    | 11        | 2         |
| Lyon                | 2011–12             | Ligue 1             | 29           | 5            | 4            | 2            | 4             | 2             | 6        | 1        | —    | —    | 43        | 10        |
| Lyon                | 2012–13             | Ligue 1             | 31           | 3            | 0            | 0            | 0             | 0             | 5        | 1        | 1    | 0    | 37        | 4         |
| Lyon                | 2013–14             | Ligue 1             | 36           | 15           | 2            | 2            | 4             | 3             | 12       | 2        | —    | —    | 54        | 22        |
| Lyon                | 2014–15             | Ligue 1             | 33           | 27           | 2            | 2            | 1             | 1             | 4        | 1        | —    | —    | 40        | 31        |
| Lyon                | 2015–16             | Ligue 1             | 34           | 21           | 2            | 0            | 1             | 0             | 6        | 2        | 1    | 0    | 44        | 23        |
| Lyon                | 2016–17             | Ligue 1             | 30           | 28           | 1            | 1            | 1             | 1             | 12       | 7        | 1    | 0    | 45        | 37        |
| Lyon                | Tổng cộng           | Tổng cộng           | 203          | 100          | 11           | 7            | 11            | 7             | 47       | 15       | 3    | 0    | 275       | 129       |
| Arsenal             | 2017–18             | Premier League      | 32           | 14           | 0            | 0            | 2             | 0             | 4        | 3        | 1    | 0    | 39        | 17        |
| Arsenal             | 2018–19             | Premier League      | 35           | 13           | 2            | 0            | 2             | 1             | 10       | 5        | —    | —    | 49        | 19        |
| Arsenal             | 2019–20             | Premier League      | 30           | 10           | 4            | 0            | 0             | 0             | 5        | 2        | —    | —    | 39        | 12        |
| Arsenal             | 2020–21             | Premier League      | 31           | 13           | 2            | 0            | 2             | 1             | 8        | 3        | 0    | 0    | 43        | 17        |
| Arsenal             | 2021–22             | Premier League      | 30           | 4            | 1            | 0            | 5             | 2             | —        | —        | —    | —    | 36        | 6         |
| Arsenal             | Tổng cộng           | Tổng cộng           | 158          | 54           | 9            | 0            | 11            | 4             | 27       | 13       | 1    | 0    | 206       | 71        |
| Lyon                | 2022–23             | Ligue 1             | 2            | 2            | 0            | 0            | —             | —             | —        | —        | —    | —    | 2         | 2         |
| Tổng cộng sự nghiệp | Tổng cộng sự nghiệp | Tổng cộng sự nghiệp | 363          | 156          | 20           | 7            | 22            | 11            | 74       | 28       | 4    | 0    | 483       | 202       |

1. 1 2 3  Appearances in UEFA Champions League
2. 1 2 3 4 5 6  Appearances in UEFA Europa League
3. 1 2 3  Appearance in Trophée des Champions
4. ↑  Four appearances in UEFA Champions League, eight appearances and two goals in UEFA Europa League
5. ↑  Four appearances and one goal in UEFA Champions League, eight appearances and six goals in UEFA Europa League
6. ↑  Appearance in FA Community Shield

### Quốc tế
Tính đến 14 tháng 11 năm 2017
| Đội tuyển quốc gia | Năm       | Trận | Bàn |
| ------------------ | --------- | ---- | --- |
| Pháp               | 2013      | 2    | 0   |
| Pháp               | 2014      | 3    | 0   |
| Pháp               | 2015      | 5    | 1   |
| Pháp               | 2016      | 0    | 0   |
| Pháp               | 2017      | 6    | 2   |
| Tổng cộng          | Tổng cộng | 16   | 3   |

### Bàn thắng quốc tế
| #  | Ngày                 | Địa điểm                                            | Đối thủ  | Bàn thắng | Kết quả | Giải đấu |
| -- | -------------------- | --------------------------------------------------- | -------- | --------- | ------- | -------- |
| 1. | 29 tháng 3 năm 2015  | Sân vận động Geoffroy Guichard, Saint-Etienne, Pháp | Đan Mạch | 1–0       | 2–0     | Giao hữu |
| 2. | 14 tháng 11 năm 2017 | RheinEnergieStadion, Köln, Đức                      | Pháp     | 1–0       | 2–2     | Giao hữu |
| 3. | 14 tháng 11 năm 2017 | RheinEnergieStadion, Köln, Đức                      | Pháp     | 2–1       | 2–2     | Giao hữu |

## Danh hiệu

### Câu lạc bộ

#### Lyon
- Coupe de France: 2011–12
- Trophée des Champions: 2012

#### Arsenal
- FA Cup: 2019–20
- FA Community Shield: 2017
- UEFA Europa League: Á quân 2018–19

### Quốc tế

#### U-17 Pháp
- UEFA European Under-17 Championship: Á quân 2008

#### U-19 Pháp
- UEFA European Under-19 Championship: 2010

### Cá nhân
- Chiếc giày đồng FIFA U-20 World Cup: 2011
- Đội hình tiêu biểu của UNFP Ligue 1: 2013–14 ,  2014–15 ,  2016–17
- Cầu thủ xuất sắc nhất của UNFP Ligue 1: 2014–15
- Vua phá lưới Ligue 1: 2014–15
- Onze de Bronze: 2014–15
- Cầu thủ xuất sắc nhất tháng của UNFP Ligue 1: Tháng 12 năm 2014, tháng 1 năm 2015, tháng 8 năm 2016
- Đội hình tiêu biểu của UEFA Europa League mùa giải: 2016–17
- Cầu thủ xuất sắc nhất mùa giải của Arsenal: 2018–19
- Bàn thắng của tháng ở Premier League: tháng 12 năm 2021